# Johann Georg Pritius

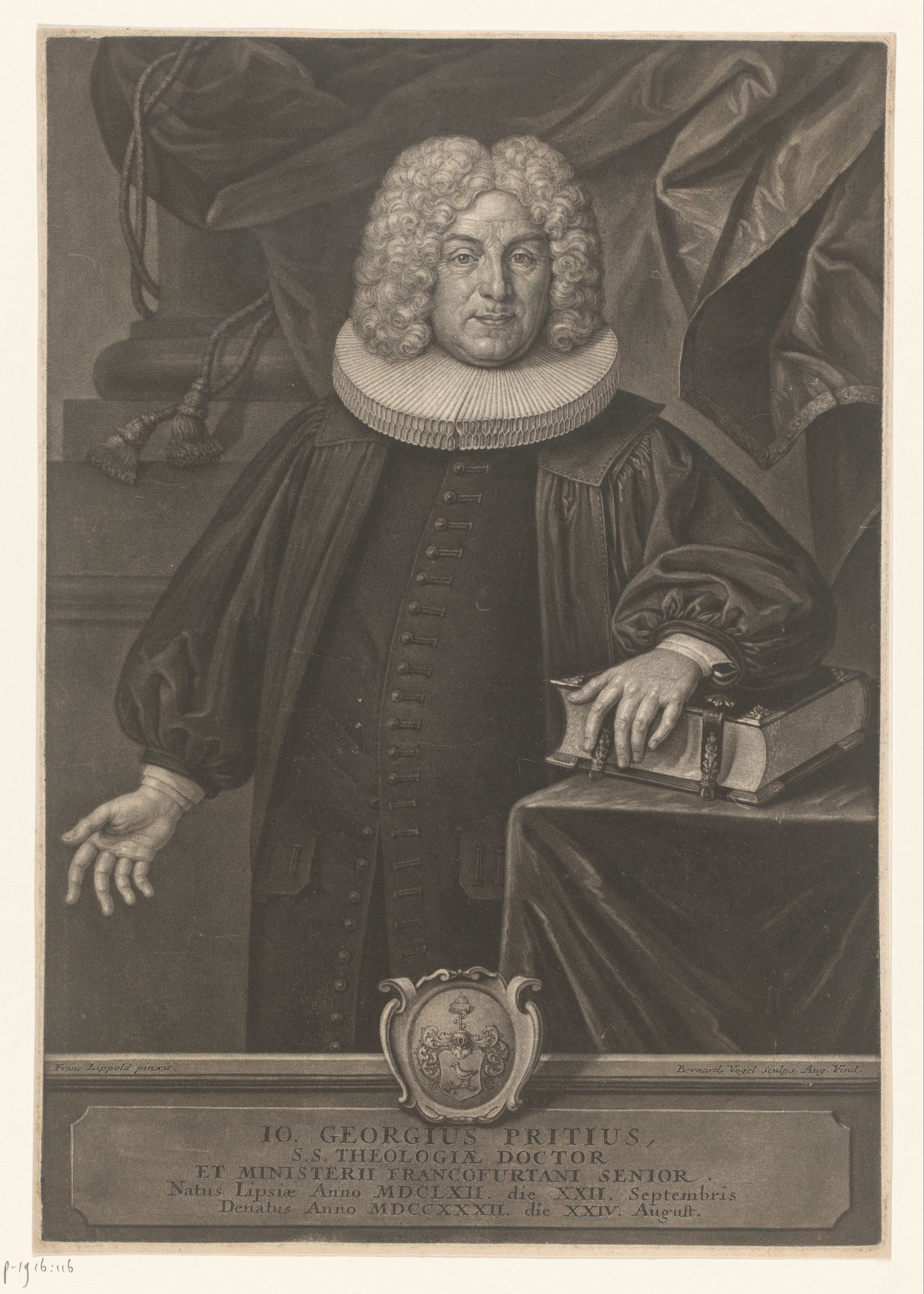
Johann Georg Pritius

Johann Georg Pritius (eigentlich Priz, * 22. September 1662 in Leipzig; † 24. August 1732 in Frankfurt am Main) war ein deutscher evangelisch-lutherischer Theologe und Pfarrer. 

## Leben und Werk
Pritius besuchte die Alte Nikolaischule in seiner Heimatstadt und studierte Theologie an der Universität Leipzig. 1685 erhielt er dort die Magisterwürde, gleichzeitig mit August Hermann Francke. In diese Zeit fallen seine Bekanntschaft mit Philipp Jakob Spener, der damals sächsischer Hofprediger war, und seine Hinwendung zum Pietismus. 1690 wurde er Pfarrer an der Nikolaikirche, 1699 an der Dreifaltigkeitskirche in Zerbst. Weil er auch Unterricht in Theologie und Metaphysik am Zerbster Gymnasium zu halten hatte, erwarb er an der Leipziger Universität den Grad eines Lizenziaten und Doktors der Theologie. 
1701 berief ihn Graf Heinrich XI. von Reuß-Schleiz als Superintendent und Schulvorsteher nach Schleiz, bald darauf auch zum Hofprediger. 1708 wechselte er auf Bitten des schwedischen Königs Karl XII. als Theologieprofessor an die Universität Greifswald. Zugleich hatte er dort das Amt des Hauptpfarrers an St. Marien inne und war Mitglied des Greifswalder Konsistoriums.
1711 wurde er,  als Nachfolger des 1710 verstorbenen Johann Daniel Arcularius, zum Senior des Predigerministeriums in Frankfurt am Main und Pfarrer an der Barfüßerkirche berufen. Pritius behielt das Amt des Seniors 21 Jahre. Er pflegte die pietistischen Traditionen Speners, der von 1666 bis 1686 Senior in Frankfurt gewesen war, war jedoch theologisch eher ein Vertreter der lutherischen Orthodoxie und bekämpfte den in Frankfurt relativ starken Separatismus. Über eine 1717 zum 200-jährigen Jubiläum der Reformation erschienene Reformationsgeschichte kam es zum Streit mit dem Frankfurter Rat, der ihre Verbreitung mit Rücksicht auf die in Frankfurt tagende katholische Kaiserliche Kommission verhindern wollte. 
1719 ließ Pritius die seit der Reformation profanierte Nikolaikirche auf dem Römerberg, die ehemalige Ratskapelle, restaurieren und ab 1721 wieder als Kirche nutzen, zunächst als Garnisonkirche für das Frankfurter Militär und für ein Waisenhaus.
Pritius war ein entschiedener Gegner einer rechtlichen Gleichstellung der beiden Frankfurter reformierten Gemeinden,  der deutsch-reformierten und der französisch-reformierten,  mit den Lutheranern. Auch mit dem lutherischen Rat der Stadt führte er eine scharfe Auseinandersetzung, als dieser 1728 ein Konsistorium gründete und diesem das Kirchenregiment übertrug, das bis dahin ausschließlich beim Predigerministerium gelegen hatte. Dem neuen Konsistorium gehörten außer Theologen auch Ratsherren und Juristen an. Pritius kritisierte diese neue Kirchenverfassung und blieb nach der konstituierenden Sitzung den Versammlungen des Konsistoriums fern. Obwohl der Rat sein Verhalten tolerierte und nicht gegen ihn disziplinarisch vorging, vereinsamte er in seinen letzten Lebensjahren zusehends. Am 24. August 1732 starb der unverheiratet gebliebene Pritius in Frankfurt. Er wurde in der Nikolaikirche beigesetzt.

## Werke
Pritius hinterließ zahlreiche philosophische und theologische Dissertationen. Seine 1703 in Leipzig erschienene Ausgabe des griechischen neuen Testaments erlebte drei Auflagen, seine 1704 ebenda erschienene Introductio in lectionem Novi Testamenti wurde noch lange nach seinem Tode verwendet und zuletzt 1764 neu herausgegeben.
In seiner Frankfurter Zeit gab er mehrere Werke Speners neu heraus und übersetzte dessen Tabulae catecheticae. Er galt als belesener und gründlicher Exeget; in seinen Predigten pflegte er längere Passagen im hebräischen oder griechischen Urtext auf der Kanzel zu zitieren und durch Übersetzungen ins Lateinische zu erläutern. In seinen letzten beiden Lebensjahren entstand ein doppelter Zyklus täglicher lateinischer Gebete unter den Titeln meditationes de morte, colloquia cum Jesu, laudes divinae und querelae.